# عين القويطير
عين القويطير هي عين ماء يتدفق على نحو طبيعي من بين صخور جبل أشم هو جبل الوطاة، يجري منه الماء منسابًا في انتظام طوال العام ودون انقطاع منذ القدِم. تقع العين في منطقة القصيم وسط المملكة العربية السعودية.

## الموقع
يقع نبع القويطير في قلب جبال الوطاة، شمال شرق بريدة على بعد أربعة عشر كيلومترًا تقريبًا على طريق بلدية محافظة البطين. ويشق سلسلة جبلية ممتدة على طول الطريق المسفلت الذي يربط بريدة بمحافظة البطين وطريق الطرفية من الجهة الأخرى.

## الوصف
عتبر ماء نبع القويطير من أعذب مياه القصيم، ومثل هذا الماء في اللغة الفصحى يقال له الوَشَل، وقد ذكره الأزهري لما قال رأيت في البادية جبلاً يقطر منه في لِحْفٍ من سقفه ماء فيجتمع في أسفله يقال له الوشل. سمي بالقويطير لأنّ ماءه يقطر من عرض جال الوطاة طوال العام، فهو لا يتأثر بكثرة الأمطار أو قلتها، ويجتمع ماؤه في حوض يرده الناس والماشية كما يشرب منه الطير والسباع حسب ما جاء في قول محمد بن ناصر العبودي شيخ الرحالين في كتابه المعجم الجغرافي: «وهذا الماء يقطر من عرض الجبل طول العام، فيجتمع منه مقدار في حوض أعدَّه بعض المحسنين، فيرده الناس والماشية وبخاصة الغنم، كما يشرب منه الطير والسّباع.. ويخرج إليه الناس من بريدة ليقضوا أوقاتاً فيما حوله في فصل الشتاء والربيع لأنّ ماءه عذبٌ. وجدناه مجموعة من النقط تخرُّ أو على الأصح تنقط نقطاً متواصلاً، ماءً عذباً لذيذاً وتجتمع هذه النقط حيث حفر لها في الصخر غير الأصمّ حفرة تشبه بركة صغيرة يبلغ اتساعها عرضاً متراً ونصفاً وطولاً المترين، وقد صف على جوانبها حصى زيادة على ذلك. ويرد إلى هذه البركة الإبل والغنم وأهل الوطاة ولكن هذا الماء القليل الذي لا ينقطع خريره ليل نهار لا يصدق الإنسان أنّه يكفي لكل من يردونه من الرواة والسقاة».
النبع وبالرغم من جريان مياهه من الأعلى إلى أسفل إلّا أنه لا يُعلم عن مصدر هذه المياه، فهي تتسرب من بين الصخور في عين رئيسة دفّاقة وعلى بعد متر تقريبًا على نفس المستوى والارتفاع تشق الصخور عينًا أخرى ترفد الأولى في مسار مختلف، ولكنه يصبّ عند نفس الحوض الرئيس. وقد قاس أحد الباحثين تصريف عين القويطير٬ وذكر أن الماء المتدفق من العين يملأ إناءً زجاجيًا مدرجًا سعته 1.25 لتر في مدة قدرها 12 ثانية، وهذا يعني أن إنتاج العين يبلغ 0.1 لتر/ثانية تقريبًا.

## معلم سياحي
يُعتبر نبع القويطير معلمًا سياحيًا. عند النبع تقف عدة شجرات نخيل مثمرات جذورها ضاربة في الصخر، ويبدو أنها تتغذى مما يطفو من مياه النبع عند مصبه الأسمنتي المخصص للسقيا. فالمنطقة بأكملها صخرية ولا أثر لتربة زراعية ولكن النخلات ألفت ذاك الصخر فنمت على ما يجود به من ماء النبع.